# Deska z dřevité vlny

Povrch desky z dřevité vlny

Desky z dřevité vlny (běžně označované jako heraklit) jsou tepelně izolační stavební materiály s vysokou požární odolností. Používají se rovněž jako akustická izolace. Jde o kompozitní materiál z dřevité vlny, nejčastěji z jehličnatého dřeva, pojené cementem.
V češtině používané označení je odvozeno od názvu původního výrobce, rakouské firmy Heraklith GmbH (od roku 2006 součást Knauf Insulation GmbH). Další obchodní názvy jsou například Ceban, Cewood, Erulit, Fibrolith, Frankotekt, Hapec, Hapri, Hincolith, Holwolith, Klimalit, Lenzolite, Lignolith, Lignos, Lossius, Saalith a další.
Desky z dřevité vlny jsou standardizovány podle normy ČSN EN 13168.

## Vlastnosti
Heraklit je velmi pevný a rozměrově stálý s vysokou protipožární odolností (třída protipožární ochrany B1 dle DIN 4102). Součinitel tepelné vodivosti je poměrně nízký {\displaystyle \lambda } = 0,093 W·m−1·K−1 (dle výrobce až 0,07 W·m−1·K−1). Má dobré zvukoizolační vlastnosti. 

## Výroba
Jako pojiva dřevité vlny se používá dnes výhradně cement. Dříve se používal také pevnější Sorelův cement, ale pro svou agresivitu vůči kovům se přestal užívat. 

## Použití
Používá se obvykle pod omítky, ale často také jako povrchový materiál například v podhledech. Pod omítky se používá ke stavbě příček a k zateplení fasád. K zateplení fasád se také používají dvouvrstvé nebo třívrstvé desky s vrstvou tepelně izolačního materiálu (pěnového polystyrenu nebo minerální vaty). Pro pohledové použití se vyrábějí desky pojené bílým cementem, případně barevné. Desky mají díky struktuře povrchu velkou zvukovou pohltivost.
Další použití desek z dřevité vlny je při zhotovování ztraceného bednění, například pro překlady a věnce.

## Zajímavost
Kvůli vzhledu povrchu bývá heraklit německy žertem nazýván Sauerkrautplatten (doslova desky z kyselého zelí), ale oficiální německé označení je HWL-Platten (Holzwolle-Leichtbauplatten).